# Diogo Silvestre Bittencourt
Diogo Silvestre Bittencourt (Paraná, 30 de diciembre de 1989) más conocido como Diogo, es un exfutbolista brasileño que jugaba como lateral izquierdo. 
Fue convocado para disputar el Campeonato Sudamericano Sub-20 para Selección Brasileña, en 2009.

## Participaciones en Copas del Mundo
| Mundial                     | Sede   | Resultado  | Part. | Goles |
| --------------------------- | ------ | ---------- | ----- | ----- |
| Copa Mundial Sub-20 de 2009 | Egipto | Subcampeón | 6     | 0     |

## Estadísticas
| Club                | País      | Año         |
| ------------------- | --------- | ----------- |
| São Paulo           | Brasil    | 2010 - 2011 |
| Goiás (cedido)      | Brasil    | 2011        |
| Anderlecht (cedido) | Bélgica   | 2011        |
| São Paulo           | Brasil    | 2012 - 2013 |
| Sporting Braga "B"  | Portugal  | 2013        |
| Feirense (cedido)   | Portugal  | 2013 - 2014 |
| Peñarol (cedido)    | Uruguay   | 2014 - 2016 |
| Estudiantes         | Argentina | 2016 - 2017 |
| Danubio             | Uruguay   | 2017        |
| Juventus            | Brasil    | 2018        |
| Ferroviária         | Brasil    | 2018        |
| Vitória (ES)        | Brasil    | 2019        |

## Palmarés

### Campeonatos nacionales
| Título              | Club    | País    | Año     |
| ------------------- | ------- | ------- | ------- |
| Campeonato Uruguayo | Peñarol | Uruguay | 2015-16 |

### Torneos cortos
| Título          | Club    | País    | Año  |
| --------------- | ------- | ------- | ---- |
| Torneo Clausura | Peñarol | Uruguay | 2015 |
| Torneo Apertura | Peñarol | Uruguay | 2015 |